# Фен Бінь
Фен Бінь (спрощ.: 冯彬; кит. трад.: 馮彬; піньїнь: Féng Bīn; нар. 3 квітня 1994) — китайська легкоатлетка, яка спеціалізується в метанні диска.

## Спортивні досягнення
Срібна олімпійська призерка з метання диска (2024). Фіналістка (8-е місце) олімпійських змагань з метання диска (2016). Учасниця олімпійських змагань з метання диска на Іграх-2021 (не подолала кваліфікаційний раунд).
Чемпіонка світу з метання диска (2022). Бронзова призерка чемпіонату світу з метання диска (2023). Фіналістка змагань з метання диска на двох інших чемпіонатах світу — 8-е місце у 2017 та 5-е місце у 2019.
Дворазова чемпіонка Азії з метання диска (2019, 2023).
Чемпіонка (2023) та срібна призерка (2018) Азійських ігор з метання диска.
Багаторазова чемпіонка Китаю з метання диска (2015, 2018, 2019, 2023, 2024).

## Кар'єра
| Рік  | Змагання                     | Місце проведення         | Місце    | Дисципліна    | Результат | Примітки |
| ---- | ---------------------------- | ------------------------ | -------- | ------------- | --------- | -------- |
| 2011 | Чемпіонат світу серед юнаків | Лілль, Франція           | 4        | метання диска | 51,25 м   |          |
| 2016 | Олімпійські ігри             | Ріо-де-Жанейро, Бразилія | 8        | метання диска | 63,06 м   |          |
| 2017 | Чемпіонат світу              | Лондон, Велика Британія  | 8        | метання диска | 61,56 м   |          |
| 2018 | Азійські ігри                | Джакарта, Індонезія      | 2        | метання диска | 64,25 м   |          |
| 2019 | Чемпіонат Азії               | Доха, Катар              | 1        | метання диска | 65,36 м   |          |
| 2019 | Чемпіонат світу              | Доха, Катар              | 5        | метання диска | 62,48 м   |          |
| 2021 | Олімпійські ігри             | Токіо, Японія            | 17 (кв.) | метання диска | 60,45 м   |          |
| 2022 | Чемпіонат світу              | Юджин, США               | 1        | метання диска | 69,12 м   |          |